# ستيفن ساسون
ستيفن ساسون (بالإنجليزية: Steven Sasson)‏ (من مواليد 4 يوليو 1950 في بروكلين ، نيويورك) هو مهندس كهربائي أمريكي ومخترع أول كاميرا رقمية. تم منح شهادة الدكتوراة الفخرية من جامعة روتشستر في 1 أكتوبر 2009 لعمله. في عام 1975 قدم ساسون النموذج الأول بدقة كاميرا تبلغ 0.01 ميغا بكسل في حين كان يعمل مهندس إلكترونيات لحساب شركة كوداك، وحصل على براءة الاختراع عن هذا العمل عام 1978.

## السيرة الذاتية ستيفن جي ساسون
ولد ستيفن ونشأ في مقاطعة بأي ريدج في بروكلين في نيويورك وكان الطفل الأوسط من عائلة مكونة من ثلاثة أولاد. لم تُتح لوالديه نفسيهما فرصة الدراسة في الجامعة أبداً، فشجعوه بقوة
على التعليم العالي. درس ستيفن، وكذلك كلا أخويه، المدرسة الثانوية الفنية في بروكلين، وهي مدرسة ثانوية حكومية متخصصة في مدينة نيويورك كانت تركز على الدراسات العلمية والتقنية.

## براءة اختراع
براءة اختراع أمريكي رقم 4131919 - الكاميرا الرقمية
```
مخترع الكاميرا الرقمية يوضح دورالتكنولوجيا في سقوط شركة كوداك ؟
```

كان ستيف ساسون يعمل في مختبر البحوث التطبيقية في ايستمان كوداك عندما طلب منه مسئوله ن ينظر إلى جهاز جديد يسمى جهاز إلى. وبعد عام واحد ، ولدت أول كاميرا رقمية .
 ولكنها تسببت أيضا في زوال واحدة من أكبر الشركات الصور في العالم .